# Pelendoni
I Pelendoni (anche talvolta Pellendoni o Cerindoni) furono un'antica tribù celtibera della Spagna, che vivevano principalmente nella regione delle sorgenti del Duero, più precisamenente il nord della provincia di Soria, il sud-est di quella di Burgos e il sud-ovest di quella de La Rioja.

## Localizzazione

Mappa con la localizzazione delle tribù Celtibere.
Arevaci
Pelendoni
Beroni
Belli
Titti
Lobetani
Lusoni

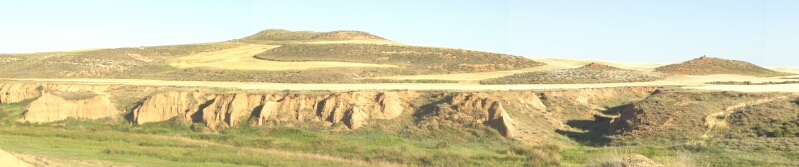
Ruderi del villaggio di Borjabudo, nell'attuale comune di Monteagudo de las Vicarías (provincia di Soria).

Arevaci
     Pelendoni
     Beroni
     Belli
     Titti
     Lobetani
     Lusoni

## Romanizzazione
I Pelendoni erano strettamente correlati agli Arevaci e ai Vettoni, tanto da essere una tribù cliente dei primi. Nel tardo II secolo a.C. con l'aiuto dei Romani riuscirono a liberarsi del giogo degli Arevaci; nei decenni successivi a poco a poco vennero romanizzati.